# 石田和外
石田 和外（いしだ かずと、1903年5月20日 - 1979年5月9日）は、日本の裁判官（第5代最高裁判所長官）、剣道家（第2代全日本剣道連盟会長、一刀正伝無刀流第5代宗家）、政治活動家（「元号法制化実現国民会議」初代議長）。位階勲等は従二位勲一等旭日大綬章。

## 略歴
福井県福井市生まれ。父は福井県庁職員。祖父の石田磊は福井商工会議所初代会頭、第九十二国立銀行頭取、福井市議会議長であった。
福井中学校在学中、父が46歳で他界し、一家で上京。錦城中学校を卒業し、1920年（大正9年）、旧制第一高等学校に進学。
東京帝国大学法学部を卒業する。
卒業後は司法省に入省。最高裁判所長官を務め、退官後の1978年、元号法制化実現国民会議（のちの日本を守る国民会議。日本会議の前身の一つ）を結成、議長となる。
1979年、死去。

## 経歴

### 剣道家
小学生から剣道を始める。
1920年、第一高等学校と学校入学と共に撃剣部（弥生会）に入部し、先輩であった佐々木保蔵（のちに弁護士）の薫陶を受けた。後年、佐々木の娘を妻にする。
東京帝国大学においても撃剣部（現・東大剣道部）に入部。
弥生会は1927年（昭和2年）、無検証主義に基づいて前年優勝した東大主催の全国高等専門学校剣道大会への不参加としたが、石田は剣道を通じて第一生命保険創業者の息子である矢野一郎（元相談役）、横田正俊（元最高裁長官）、井本臺吉（元検事総長・全剣連顧問）とも親交があり、第一高等学校の剣道部弥生会の道場として相悟道場（第一生命ビル地下4階）を稽古に使用していた。香川善治郎の高弟である西久保弘道（元警視総監・東京市長・武術専門学校長等）の子・西久保良行（元地裁所長等）との縁で、千葉「弘道館」の稽古も復活させた。
裁判官時代に、剣道の正しい道を古流に求め、一刀正伝無刀流の草鹿龍之介に入門。後に第5代宗家を継承する。笹森順造に小野派一刀流（弘前藩伝）も学び、免許皆伝を受ける。
1974年（昭和49年）3月、全日本剣道連盟初代会長であった木村篤太郎退任ののち、2代目会長に就任。同年、町村金五らと大東流合気柔術幸道会創設者の堀川幸道に名人位を授与。
宝蔵院流高田派槍術、一心流薙刀術の伝承・復元の中心人物でもある（現在は宝蔵院流第18代宗家とされている）。

### 裁判官
- 刑事裁判官の道に進む。
- 1934年4月、帝人事件の第一審裁判を担当。左陪席裁判官として判決を起案し、事件が事実無根であることを強調するため、「水中に月影を掬するが如し」という名文句を使って全員に無罪を言い渡し、「司法界に石田あり」と一躍注目される。
- 1943年に1941年に発生した平沼騏一郎襲撃事件の裁判で裁判長を担当し、時の首相東条英機の宿敵である中野正剛衆議院議員を証人に呼んだ際、軍の意向を受けた検察官が裁判の公開中止を申し立てたが、石田は拒否して裁判公開の原則を貫いた。
- 1947年、司法省人事課長に就任。当時の司法大臣が、のち、当人を最高裁長官とするよう佐藤栄作に推薦したとされる木村篤太郎であった。その後、司法省の廃止に伴って1948年、最高裁判所事務局（現・最高裁判所事務総局）へ異動し、人事課長・人事局長・事務次長を歴任。その後は東京地方裁判所長、最高裁判所事務総長、東京高等裁判所長官を歴任。なお、司法省の職員のうち、裁判官として戦争犯罪（主として思想抑圧関与、政治犯を作り出した罪）に問われた・公職追放となった者は一人もおらず、旧支配層の勢力は温存された。戦前は判事懲戒法に基づき、検察官が裁判官の人事等に関与することができたという事情もあると思われる。
- 1963年6月6日、最高裁判所判事に就任。
- 1969年1月11日、木村の推薦によって佐藤内閣から最高裁判所長官に指名される。就任時に「裁判官は激流のなかに毅然とたつ巌のような姿勢で国民の信頼をつなぐ」と述べた[4]。この言葉は石田が東京地裁右陪席裁判官だった30年前の1939年に日本が右傾化したころ法律新聞に出した文言と同じ（後に、「それから30年、当時とは反対の流れになったが、私自身は変わっていないことを思い出した」と話している）[4]。地裁拘置部が学生デモ事件で検察側の拘置請求却下が続出して、釈放された学生たちが再びデモに参加して暴れてまた逮捕され、この拘置請求も却下されて三度デモに参加して逮捕が繰り返されるという事態が起こった[5]。自民党政権の閣僚から「こんなありさまでは治安維持ができない」と発言があり、自民党は司法問題調査会を設置するなどし、石田長官は事務総長に「調査会の設置は司法権の独立を侵すおそれがある」と談話を発表させたりした[5]。こうした情勢下で、長沼ナイキ事件において「平賀書簡問題」や訴訟担当裁判所が所属していた青年法律家協会（青法協）への裁判官加入の是非論争、鹿児島地裁所長の管轄裁判官へのアンケート調査などが起こった[5]。石田は関係者を注意処分したり、解任、転勤など次々に手を打った[5]。また、一方で青法協裁判官については不再任（宮本康昭）や脱会勧告や配置転換や裁判官任官拒否を行い、思想選別はレッドパージから「青年」にちなみ「ブルーパージ」と呼ばれた（この裁判官の構成変更が、数の上では、後の大法廷における行政寄り判決続出の一因となっている）。東大から長官含みで最高裁裁判官に迎えられた田中二郎は定年を待たずに最高裁を去った。また司法行政では民事裁判官会合で初めて公害訴訟の在り方を検討し、これにより公害被害者救済の道を裁判所が開く導入部となった[6]。
- 1970年5月、憲法記念日の会見で、「極端な軍国主義者、無政府主義者、はっきりした共産主義者は、その思想は憲法上は自由だが、裁判官として活動することには限界がありはしないか」 と談話を出した[6]。
- 1971年4月、司法修習修了式で裁判官志望者の不採用を巡って修習生が研修所側の制止を聞かずに発言して罷免（同人は後に資格を回復）したことがきっかけで、1983年まで修了式は中止された[7]。
- 1970年7月、大法廷裁判長として八幡製鉄事件の裁判を担当。営利法人の政治活動、その一環としての会社による政治献金を容認。以降の政治献金問題において必ず言及される判例となる。
- 1972年9月13日、裁判官会議の議により最高裁判所規則「地方裁判所における審理に判事補の参与を認める規則」制定し、同年11月から参与判事補制度を導入した。
- 1973年4月4日、大法廷裁判長として尊属殺重罰規定違憲判決を下す。同月25日、全農林警職法事件の裁判において、これまで限定解釈ゆえに合憲とされていた国家公務員の争議権制限について、限定解釈せずとも合憲である旨の判例変更を行い、後の全逓名古屋中郵事件[注 1]や岩教組学テ事件[注 2]にも影響を与えた。5月19日、最高裁判所長官を定年退官。
- 1976年6月22日、英霊にこたえる会結成、会長。
- 1978年、元号法制化実現国民会議（1981年に日本を守る国民会議に改称。97年、日本を守る会と統一し日本会議に改組）を結成。